# Combretum glutinosum
Combretum glutinosum ist eine Pflanzenart in der Familie der Flügelsamengewächse (Combretaceae). Das Verbreitungsgebiet reicht Senegal bis Kamerun und bis zum Sudan.

## Beschreibung

### Erscheinungsbild, Rinde und Blatt
Combretum glutinosum wächst als buschiger Strauch oder kleiner Baum, der Wuchshöhen von 8 bis 10, oder bis zu 12 Meter erreicht. Der meist gewundene Stamm besitzt auch im unteren Bereich Äste, die typischerweise nach unten gerichtet wachsen und es wird gerundete, offene Baumkrone gebildet.
Die grau-schwarze Borke kann glatt sein oder rau und rissig. Die gräuliche Rinde an jungen Stämmen ist samtig bis wollig behaart.
Es handelt sich um eine laubabwerfende Art, die der Mitte der Trockenzeit beginnt ihre Blätter auszutreiben. Die mehr oder weniger gegenständig oder in Wirteln zu dritt an den Zweigen angeordneten Laubblätter sind in Blattstiel und Blattspreite gegliedert. Sie sind in Form und Größe unterschiedlich, sogar am selben Exemplar. Der wollig behaarte Blattstiel ist 5 bis 15 mm lang. Die grüne, einfache, dick ledrige Blattspreite ist mit einer Länge von 9 bis 18 cm und einer Breite von 4 bis 8 cm elliptisch oder eiförmig bis verkehrt-eiförmig. Der Blattrand ist glatt. Die Blattunterseite ist dicht behaart und die Oberseite ist von einer dicken Wachsschicht bedeckt. Auf beiden Blattflächen treten die 7 bis 15 Paare fiedrig angeordneten Seitennerven deutlich hervor und vereinigen sich in Richtung Blattspitze; sie sind flaumig behaart.

### Generative Merkmale
Die seitenständigen, ährenähnlichen, traubigen Blütenstände sind mehr oder weniger wollig behaart und etwa 4 bis 5 cm lang. Die zwittrigen Blüten besitzen einen Durchmesser von etwa 2,5 bis 3 mm und sind intensiv behaart. Die vier Kronblätter und die Staubblätter sind grünlich-gelb bis cremefarben. Die 2,5 bis 4 cm lange Flügelnuss (Samara) besitzt vier Flügel.
In Burkina Faso und Mali reicht die Hauptblütezeit von Dezember bis März, von der Mitte bis zum Ende der Trockenzeit, kann aber bis Juli andauern. Reife Früchte gibt es ab Januar bis November, oder kürzer von März bis Mai, am Ende der Trockenzeit.

### Chromosomenzahl
Die Chromosomenzahl beträgt 2n = 26.

## Verbreitung
Vom Senegal bis Kamerun kommt Combretum glutinosum in der Sahel-, Sudan- und Guineazone vor.

## Systematik
Die gültige Erstbeschreibung von Combretum glutinosum erfolgte 1828 durch George Samuel Perrottet in Augustin-Pyrame de Candolle: Prodromus Systematis Naturalis Regni Vegetabilis, 3, S. 21. Oft wird auch die spätere Veröffentlichung von Combretum glutinosum Perr. in Florae Senegambiae Tentamen, 1, 1833, S. 288, Tafel 68 zitiert. Weitere Synonyme sind: Combretum cordofanum Engl. & Diels, Combretum passargei Engl. & Diels, Combretum leonense Engl. & Diels.

## Verwendung
In Westafrika wird Combretum glutinosum zum Färben von Baumwollstoffen genutzt.